# Cucullia defecta
Cucullia defecta là một loài bướm đêm trong họ Noctuidae.